# Juan Moreno (Journalist)

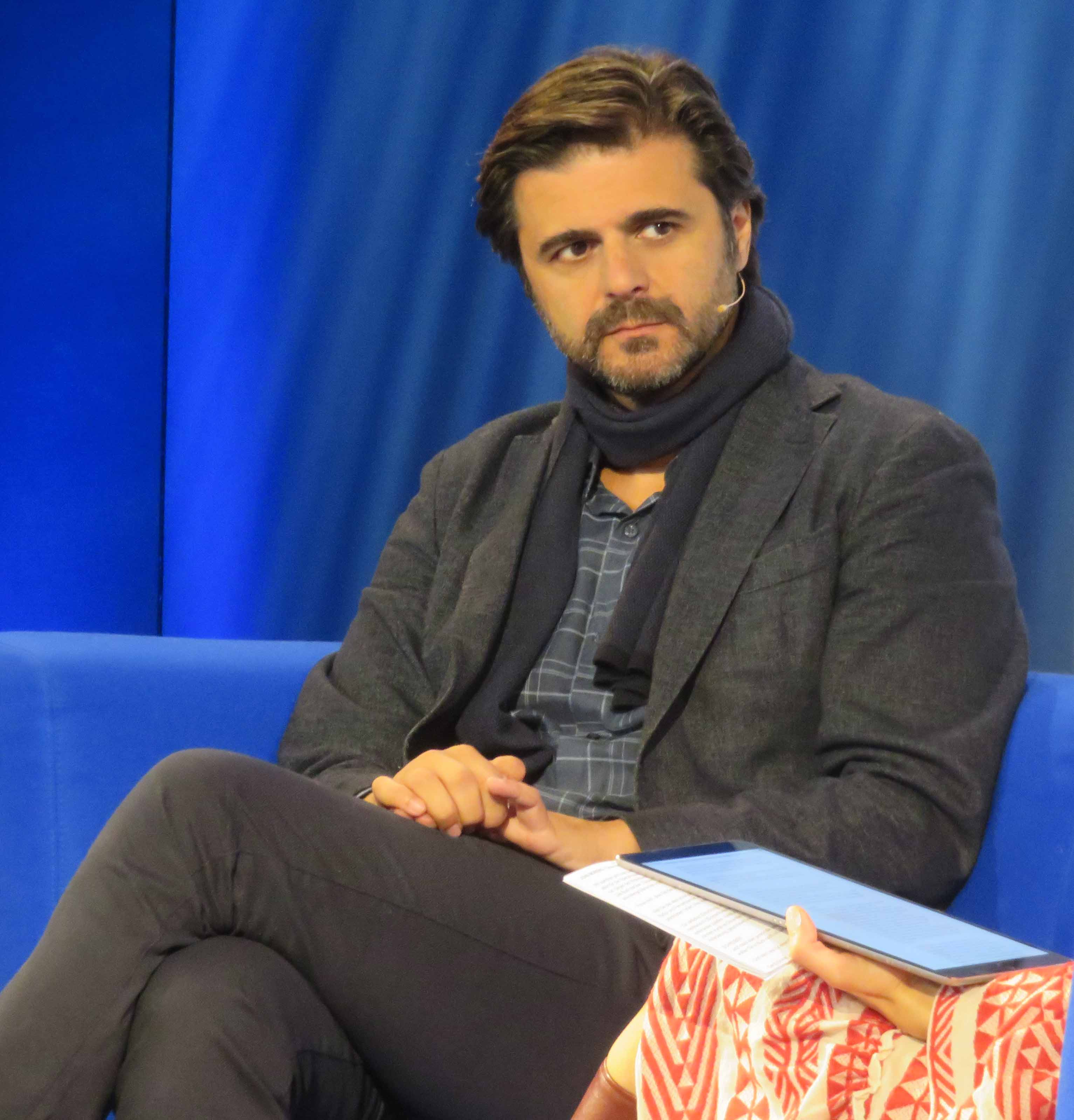
Juan Moreno (2019)

Juan Moreno (geboren am 6. Oktober 1972 in Huércal-Overa) ist ein spanischer Journalist und Schriftsteller, der in Deutschland aufwuchs und arbeitet. Er schreibt als freier Mitarbeiter seit 2007 für den Spiegel und deckte im Jahr 2018 unzulässige Manipulationen seines damaligen Kollegen Claas Relotius auf.

## Leben
Juan Moreno ist der Sohn andalusischer Bauern, die in den 1970er-Jahren nach Deutschland auswanderten und als Gastarbeiter in einer Reifenfabrik in Hanau arbeiteten. Moreno studierte Volkswirtschaftslehre an der Universität Konstanz, an der Universität Florenz und an der Universität zu Köln und absolvierte die Deutsche Journalistenschule.
Moreno arbeitete zunächst als Redakteur für Talkshows der ARD, als Radiomoderator für den Westdeutschen Rundfunk und als Fernsehmoderator für den öffentlich-rechtlichen Fernsehsender Phoenix. Von 2000 bis 2007 schrieb er für die Süddeutsche Zeitung, in deren Wochenendbeilage seine Kolumne „Von mir aus“ erschien.
Seit 2007 ist er Reporter des Nachrichtenmagazins Der Spiegel. Er ist dort ständiger freier Autor. Seine Themenschwerpunkte lagen zunächst in den Ressorts Sport und Gesellschaft.
Als Buchautor legte er unter anderem eine Auswahl seiner Kolumnen und eine Biografie des Sportfunktionärs Uli Hoeneß vor. Sein mit Jochen-Martin Gutsch verfasster Roman Cindy liebt mich nicht erschien 2005. Er wurde 2010 von Hannah Schweier, ebenfalls unter dem Titel Cindy liebt mich nicht, verfilmt und 2011 im ZDF ausgestrahlt.
Im Dezember 2020 wurde Moreno in das PEN-Zentrum Deutschland aufgenommen.
Moreno schreibt beim Spiegel vor allem für das Ressort Ausland, von 2020 bis 2021 moderierte er für das Magazin den Auslandspodcast „Acht Milliarden“. Von 2021 bis 2023 war er einer der beiden Moderatoren des täglichen Podcasts Spiegel Daily. Seit Februar 2023 moderiert Moreno beim Spiegel den wöchentlichen Interview-Podcast Moreno+1.
Juan Moreno ist verheiratet und Vater von vier Töchtern. Er wuchs überwiegend in Deutschland auf und ist spanischer Staatsangehöriger.

## Aufdeckung von Manipulationen Claas Relotius’
Am 19. Dezember 2018 gab Der Spiegel durch seinen Chefredakteur Ullrich Fichtner bekannt, dass der mit zahlreichen Journalistenpreisen ausgezeichnete Spiegel-Journalist Claas Relotius „in großem Umfang eigene Geschichten manipuliert“ habe. Die Fälschungen wurden aufgedeckt, nachdem Juan Moreno, der gemeinsam mit Relotius an der Reportage Jaegers Grenze gearbeitet hatte, im November 2018 Unstimmigkeiten im Text bemerkt, Angaben geprüft und sich mit seinem Verdacht an die Ressortleitung gewandt hatte. Weil Der Spiegel seinen Vorwürfen anfangs nicht glaubte, recherchierte Moreno seinem Kollegen Relotius auf eigene Kosten in den USA hinterher. Die Redaktionsleitung ließ sich nur schwer überzeugen, hielt zunächst zum vielfachen Preisträger Relotius und die Ressortleitung sagte Moreno, dass der Fall entweder für Relotius oder für ihn selbst Konsequenzen haben werde. In einem späteren Interview mit der Süddeutschen Zeitung erklärte Moreno: „Die Geschichte von Relotius endete mit einem Schuss, den die Grenzer abfeuerten. Diesen Schluss bekam ich aber erst im zweiten Textentwurf. Wenn ich dabei bin, wie da jemand potenziell auf Mexikaner ballert, dann erwähne ich das definitiv nicht in meinem zweiten Textentwurf. Das ist wahrscheinlich eher mein Einstieg.“
Im Jahr 2019 veröffentlichte Moreno das Buch Tausend Zeilen Lüge. Das System Relotius und der deutsche Journalismus. Die Verfilmungsrechte sicherte sich Michael Herbig; unter dem Titel Tausend Zeilen wurde die Literaturverfilmung im Jahr 2022 veröffentlicht.

## Würdigungen
Laut der Frankfurter Allgemeinen Zeitung habe Moreno den Spiegel gerettet. Für seine Verdienste um diese Enthüllungen wurde Moreno vom Fachmagazin Medium Magazin im Dezember 2019 durch eine Jury von 100 Journalisten mit dem Titel „Journalist des Jahres“ ausgezeichnet. Im Mai 2019 wurde Moreno vom Netzwerk Recherche der Leuchtturm-Preis für 2019 zuerkannt.

## Veröffentlichungen (chronologische Auswahl)
- Von mir aus. Wahre Geschichten. DVA, München 2004, ISBN 3-421-05834-2.
  - dtv, München 2006, ISBN 978-3-423-20927-4. (Paperback)
  - Der Hörverlag, München 2004, ISBN 3-89940-429-7. (CD, Lesung)
- mit Jochen-Martin Gutsch: Cindy liebt mich nicht. Roman, Kiepenheuer und Witsch, Köln 2005, ISBN 3-462-03485-5.
- Frühlingswindumwehte Lämmerschwänzchen und die heiligen Vorhäute Christi. Nachwort. In: Feridun Zaimoglu (Hg.): Literature to go. Edition AVL Berlin, Berlin 2008, ISBN 978-3-9809753-1-5.
- Teufelsköche. An den heißesten Herden der Welt. Piper, München 2011, ISBN 978-3-492-05468-3.
- Mein fremdes Land, Der Spiegel 2012, Nr. 31, S. 56–60.
- Uli Hoeneß. Piper, München 2014, ISBN 978-3-492-05660-1.
- mit Claas Relotius: Jaegers Grenze. Bürgerwehr gegen Flüchtlinge, Der Spiegel, 16. November 2018.
- Tausend Zeilen Lüge. Das System Relotius und der deutsche Journalismus. Rowohlt Berlin, Berlin 2019, ISBN 978-3-7371-0086-1.
- Glück ist kein Ort. Geschichten von unterwegs. Rowohlt Berlin, Berlin 2021, ISBN 978-3-7371-0131-8.